# Миссис Харрис едет в Париж (фильм, 2022)
«Миссис Харрис едет в Париж» (англ. Mrs. Harris Goes to Paris) — художественный фильм режиссёра Энтони Фабиана. Экранизация романа Пола Гэллико «Миссис Эррис едет в Париж». Главные роли исполнили Лесли Мэнвилл, Изабель Юппер, Джейсон Айзекс.

## Сюжет
Действие происходит в Лондоне 1950-х годов. Овдовевшая уборщица Ада Харрис становится одержимой вечерним платьем от Диор. Она копит деньги и отправляется в приключение в Париж.

## В ролях
- Лесли Мэнвилл — Ада Харрис
- Изабель Юппер — Клодин Колбер
- Джейсон Айзекс — Арчи
- Алба Баптишта — Наташа
- Ламбер Вильсон — маркиз де Шасонье
- Люка Браво — Андре
- Роксана Дюран — Маргарита
- Кристиан Маккей — Джайлз Ньюкомб
- Эллен Томас — Ви Баттерфилд

## Производство и релиз
В октябре 2020 года стало известно, что Лесли Мэнвилл, Изабель Юппер, Джейсон Айзекс, Ламберт Уилсон вошли в актёрский состав будущего фильма. Энтони Фабиан занял режиссёрское кресло, и выступил соавтором сценария вместе с Кэроллом Картрайтом, Китом Томпсоном и Оливией Хетрид.
Съёмки начались в октябре 2020 года и проходили более 40 дней в Будапеште, прежде чем производство было перенесено в Лондон и Париж.
В марте 2021 года кинокомпания Focus Features приобрела права на кинопрокат в США за 15 миллионов долларов, а кинокомпания Universal Pictures будет заниматься прокатом на международном рынке. Премьера фильма в кинотеатрах США состоялась 15 июля 2022 года. Первоначально выход фильма был запланирован на 6 мая.